# Molophilus upjohni
Molophilus upjohni är en tvåvingeart som beskrevs av Günther Theischinger 1994. Molophilus upjohni ingår i släktet Molophilus och familjen småharkrankar. Inga underarter finns listade i Catalogue of Life.